# Mamertus
Mamertus (? - 11 mei 475) was aartsbisschop van de Franse stad Vienne en een heilige in de christelijke kerk. 

## Leven
Mamertus werd aan het begin van de vijfde eeuw in Vienne in Frankrijk geboren. Hij was de broer van de beroemde theologische auteur Claudianus Mamertus. In het jaar 461 werd Mamertus tot bisschop van zijn geboortestad Vienne gekozen. Gedurende de periode dat hij bisschop was kwam hij in aanvaring met paus Hilarius (november 461 - februari 468) over het recht dat Mamertus meende te hebben op het zelf benoemen van de bisschop van Arles.

## Processie
In het jaar 470 kondigde Mamertus de zogenaamde Kruisprocessie aan. Drie dagen voor 's Heren Hemelvaart trok er een bidprocessie door de straten van de stad. Deze bede was bedoeld voor goddelijke hulp en afwending van rampen. Deze processie zou zich later over geheel Europa uitbreiden, en ook nu bestaat dit gebruik nog.

## Patroonheilige
De heilige Mamertus wordt als schutspatroon gezien van herders en van de brandweer, en hij wordt vaak aangeroepen bij droogte, koortsaanvallen, en bij ziekten van de borst.
Hij overleed op 11 mei 475, wat ook zijn gedenkdag is. Hij wordt in Noord-Europa vaak tot de ijsheiligen gerekend, samen met Servatius, Pancratius en Bonifatius.
Mamertus (11 mei) · Pancratius (12 mei) · Servaas (13 mei) · Bonifatius (14 mei) · niet altijd meegerekend: Sophia (15 mei)
- Gemeinsame Normdatei: 1035078880
- International Standard Name Identifier: 0000 0004 0853 4787
- Virtual International Authority File: 301162980
- WorldCat: E39PBJyCFc96RTfKJxCkM7jjYP